# キタサヤカ
キタ サヤカ（1981年2月5日 - ）は、日本のお笑い芸人、コラムニスト。かつては石井光三オフィス所属。

## 来歴・人物
- 慶應義塾大学環境情報学部卒業、東京大学大学院総合文化研究科修士課程修了。大学では小熊英二門下で社会学を学び、大学院進学後は近代日本文学を専攻し小森陽一門下で谷崎潤一郎を研究。
- 2009年にお笑い芸人として活動を開始、頼隆ありさと中央線シンデレラを結成。2014年にコンビ解散、ピン芸人となる。
- 尊敬する作家は谷崎潤一郎、芥川龍之介、太宰治。
- 占い否定派。雑誌のコラムや、黒田有MCの「社会派討論バラエティー"IKUSA"」（ニコニコ生放送）などで、占いに関する持論を度々展開している。
- 読書好きで、文学以外の小説（京極夏彦など）や、サブカルチャー本、漫画（よしながふみ、安野モヨコなど）も愛読している。特に少女漫画ファンで、好きな作品に『ベルサイユのばら』『風と木の詩』『パタリロ!』をあげている。また、持ちネタに『ガラスの仮面』の月影千草先生をモデルにしたコントがある。
- 単独行動、いわゆる「おひとりさま」行動が多く、ひとり焼肉、ひとりフルコース、ひとり沖縄旅行の経験などを話すことがある。クリスマスイブにひとりでディズニーシーに行ったことから「人生のシングルライダー」（シングルライダーとは東京ディズニーリゾートで実施されている、グループではなく1人で乗る人が優先的にアトラクションに乗れる制度）と、相方や周りの芸人からいじられることがある。
- 趣味は、読書、観劇（大劇場系）、映画鑑賞（ミニシアター系）。よく見る舞台は、野田秀樹、三谷幸喜、劇団☆新感線や、海外ミュージカル。学生時代はミュージカルにはまって声楽の個人レッスンを受けていた。『オペラ座の怪人』は日本、アメリカ、イギリス合わせて7回、『キャバレー』は日米で計5回、『エリザベート』は10回は観たらしい。
- 会社員経験があり、特技に電話応対をあげることがある。IT関係やコンサルティング会社に勤務していた。エクセルよりパワーポイント派。
- 好きなタイプは、「芥川龍之介、又は血を吐く男の人」（本人のブログより）。
- コンビ解散後も石井光三オフィスに所属していたが後に離れ、フリーの構成作家・編集者として活動。

## 出演作品

### テレビ
- 神々の勲章（フジテレビ）
- クイズタイムショック（テレビ朝日）
- クイズプレゼンバラエティー Qさま!!（テレビ朝日）

### ネット番組
- 「ゴー宣ネット道場 切通理作のせつないかもしれない」（ニコニコ動画）
- 「社会派討論バラエティー"IKUSA"」（ニコニコ生放送）

### インターネットラジオ
- 中央線シンデレラのレディオ舞踏会 メインパーソナリティ（東京ネットラジオ）